# QJY-201
QJY-201  — китайский единый пулемет, разработанный и производимый компанией Norinco для Народно-освободительной армии Китая. Оружие было публично представлено на международной выставке авиации в Чжухай в сентябре 2021 года. Оружие изготовлено под патрон 7,62 × 51 мм DJP-201   и отличается необычным принципом работы - гибридом отвода газов с коротким ходом поршня и отдачи ствола.  Пулемет отличается относительно небольшим весом (менее 8 кг в пустом состоянии) за счёт использования легких материалов для корпуса и съемной коробки для ленты из ткани, что снижает вес до менее 8 кг в пустом состоянии. 

## Страны-эксплуатанты
- Китай: Народно-освободительная армия Китая

## Смотрите также
- QJY-88
- ХМ250
- Mk 48
- ПКП Печенег
- FN EVOLYS
- НК MG5